# 外汇市场
外匯市場（英語：Foreign exchange market，简称：Forex、FX或currency market）是一个分散于全球各地用于交易货币的金融市场。除星期六、星期天和交易中心所在国家的重大节日外，世界各地的金融中心按所处位置轮流运转，使外汇市场能24小时不间断的买卖各种货币。按交易契约种类，有即期、掉期、也有遠期合約等市場存在。外汇市场决定不同货币之间的汇率。
外汇市场的主要目的是允许企业通过转换不同的币种来促进国际间的贸易和投资。举例来说：它允许美国企业进口英国商品并以英镑支付其费用，尽管该企业的收支是以美元计算的。它也支持货币投机行为和套利交易。
典型的外汇交易是一方通过支付一定数量的一种货币来买入一定数量的另一种货币。现代外汇市场形成于20世纪70年代，之前的30年政府都限制外汇交易（布雷顿森林体系建立了二战后世界主要工业国家对商业和金融的货币管理规则），当时各国的汇率制度逐步从布雷顿森林体系规定的固定汇率制转换到浮动汇率制。
外汇市场的独特性体现在以下几个方面：
- 巨大的交易量表明其属于世界上资产最多的类别，也使其成为世界上流动性最好的市场。
- 地理上分散。
- 不间断运转：除周末外24小时不停运转，交易从格林威治标准时间星期天20:15开始一直到格林威治标准时间星期五的22:00结束。
- 多种因素影响汇率。
- 相对其它市场而言较低的保证金比例。

因此，尽管有时中央银行会干预汇市，外汇市场被认为是最接近完全竞争的市场。

## 成交量
根据国际清算银行（BIS）每隔三年所進行的的調查，於2022年4月，全球外汇市场平均每天的交易量为7.5兆美元，較2019年4月的6.6兆美元有所上升。
每天7.5萬億美元的交易量细分如下。其中，約一半成交量是外汇掉期，用於對沖外匯風險及管理流動性。在外汇掉期中，7天內到期的約佔七成。在远期合约中，到期日少於7日、7日至1個月及1至3個月的各佔約三成。
| 類型                                        | 成交量  | 比例 |
| ------------------------------------------- | ------- | ---- |
| 现货交易 (Spot transactions)                | 21000億 | 28%  |
| 远期合约 (Outright forwards)                | 12000億 | 15%  |
| 外汇掉期 (Foreign exchange swaps)           | 38000億 | 51%  |
| 货币掉期 (Currency swaps)                   | 1240億  | 2%   |
| 期权和其它產品 (Options and other products) | 3040億  | 4%   |

直接買賣只計算一次，例如賣出1000歐元，買入1200美元，成交量是1200美元。如果該外匯交易涉及中間貨幣，則會記錄兩次。假設某交易賣出瑞士法郎，買入瑞典克朗，金融機構需要把瑞士法郎兌換成歐元，再用歐元買入瑞典克朗。在這個情況下，成交量是客戶交易額的兩倍。

## 市场规模和流动性

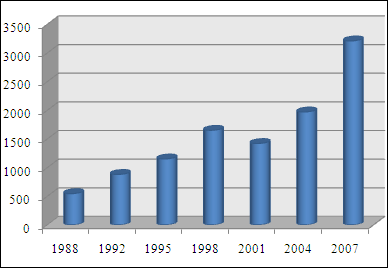
主要外汇市场1988年–2007年的交易量，单位为十亿美元。

外汇市场是世界上流动性最好的金融市场。交易方包括大型银行、中央银行、机构投资者、货币投机者、公司、政府、其它金融机构和散户投资者。
在英国交易的金额占总数的36.7%，这使英国成为全球最重要的外汇交易中心。排名第二和第三的分别为美国（占17.9%）和日本（占6.2%）。
外汇期货和期权的交易量最近几年持续增长，在2010年4月达到了每天1660亿美元（比2007年4月翻了一倍）。外汇衍生品交易占据了4%的外汇场外交易份额。外汇期货合同于1972年首先在芝加哥商品交易所上市。
大部分发展中国家允许国内交易所的外汇衍生品交易（例如货币期货和期权）。这些发展中国家已经允许资本帐户的完全自由兑换。许多新兴国家不断增加对外汇衍生品的需求。例如韩国、南非和印度已经建立起了外汇期货交易市场，尽管其对外汇资本帐号有一定的管制。
| 排名 | 名称           | 市场份额 |
| ---- | -------------- | -------- |
| 1    | 花旗银行       | 12.9%    |
| 2    | 摩根大通银行   | 8.8%     |
| 3    | 瑞士银行       | 8.7%     |
| 4    | 德意志银行     | 7.9%     |
| 5    | 美銀美林       | 6.4%     |
| 6    | 巴克莱銀行     | 5.7%     |
| 7    | 高盛银行       | 4.7%     |
| 8    | 汇丰银行       | 4.6%     |
| 9    | 苏格兰皇家银行 | 3.9%     |
| 10   | 恆生银行       | 3.2%     |

外汇市场交易量从2007年4月到2010年4月间增长了20%，并且是2004年的2倍。多种因素导致了外汇交易量的增长，其中包括外汇日益成为一种重要的资产类别、频繁交易者的增加、散户投资者逐步成为外汇市场的重要组成。电子交易降低了交易成本，提高了市场流动性并吸引了很多不同类型的客户。特别是外汇经济商通过互联网使得外汇交易更容易进行。到2010年，小额的外汇交易估计占到现货交易总量的10%，也就是每天1500亿美元。
因为外汇交易属于场外交易，经纪人/经销商之间直接撮合，所以不需要通过交易所或结算所。交易量最大的地方是英国，主要是伦敦，根据TheCityUK的估计，英国的市场份额从2007年4月的34.6%增加到2010年4月的36.7%。因为伦敦在市场中的主导地位，所以一个外汇报价往往是指的伦敦的市场价格。例如，当IMF计算其每天的特别提款权价值时，他们使用的就是伦敦中午时分的市场价格。

## 市场参与者
和股票市场不一样，外汇市场分成不同的等级。处于最高级的是银行同业市场，由最大型的商业银行和投资银行组成。银行同业市场的买卖点差非常小并且市场外的参与者无从知晓。下一个级别的点差将增大，这一切都是因为交易量。另外，各國中央銀行都會購買外匯，累積外匯存底。

### 外汇经纪商
个人投机交易者因为外汇交易平台的兴起而成为市场中不断增加的组成部分，不管是就交易量还是重要性而言。目前，他们通过经纪商或银行间接参与。经纪商在美国被CFTC和NFA监管，这些监管机构定期披露外汇诈骗事件。为了解决这个问题，NFA和CFTC从2009年开始对其下属会员实行更严格的要求，尤其是在净资本金额的最低限制上，结果导致了许多小型且可能存在信誉问题的经纪商转移到美国以外的国家。

## 交易特点
| 排名 | 货币           | ISO 4217代码 （符号） | 日交易量占比 （2022年4月） |
| ---- | -------------- | --------------------- | -------------------------- |
| 1    | 美元           | USD ($)               | 88.5%                      |
| 2    | 欧元           | EUR (€)               | 30.5%                      |
| 3    | 日元           | JPY (¥)               | 16.7%                      |
| 4    | 英镑           | GBP (£)               | 12.9%                      |
| 5    | 人民幣         | CNY (¥)               | 7.0%                       |
| 6    |                | AUD ($)               | 6.4%                       |
| 7    | 加元           | CAD ($)               | 6.2%                       |
| 8    | 瑞士法郎       | CHF (cf)              | 5.2%                       |
| 9    | 港元           | HKD ($)               | 2.6%                       |
| 10   | 新加坡元       | SGD ($)               | 2.4%                       |
| 11   | 瑞典克朗       | SEK (kr)              | 2.2%                       |
| 12   | 韓圓           | KWR (₩)               | 1.9%                       |
| 13   | 挪威克朗       | NOK (kr)              | 1.7%                       |
| 14   |                | NZD ($)               | 1.7%                       |
| 15   | 印度盧比       | INR (₹)               | 1.6%                       |
| 16   | 墨西哥比索     | MXN ($)               | 1.5%                       |
| 17   | 新台幣         | TWD (NT$)             | 1.1%                       |
| 18   | 南非兰特       | ZAR (R)               | 1.0%                       |
| 19   | 巴西雷亚尔     | BRL (R$)              | 0.9%                       |
| 20   | 丹麥克朗       | DKK (kr)              | 0.7%                       |
| 21   | 波蘭茲羅提     | PLN (zł)              | 0.7%                       |
| 22   | 泰銖           | THB (฿)               | 0.4%                       |
| 23   | 以色列新謝克爾 | ILS (₪)               | 0.4%                       |
| 24   |                | IDR (Rp)              | 0.4%                       |
| 25   | 捷克克朗       | CZK (Kč)              | 0.4%                       |
| 26   | 阿聯酋迪拉姆   | AED (د.إ)             | 0.4%                       |
| 27   | 土耳其里拉     | TRY (₺)               | 1.1%                       |
| 28   | 匈牙利福林     | HUF (Ft)              | 0.3%                       |
| 29   | 智利披索       | CLP (CLP$)            | 0.3%                       |
| 30   | 沙特里亚尔     | SAR (﷼)               | 0.2%                       |
| 31   | 菲律賓披索     | PHP (₱)               | 0.2%                       |
| 32   | 馬來西亞令吉   | MYR (RM)              | 0.2%                       |
| 33   | 哥倫比亞披索   | COP (COL$)            | 0.2%                       |
| 34   | 俄羅斯卢布     | RUB (₽)               | 0.2%                       |
| 35   | 羅馬尼亞列伊   | RON (L)               | 0.1%                       |
| 36   | 秘魯新索爾     | PEN (S/)              | 0.1%                       |
| 37   | 巴林第納爾     | BHD ()                | <0.1%                      |
| 38   | 保加利亞列弗   | BGN (BGN)             | <0.1%                      |
| 39   | 阿根廷比索     | ARS (ARG$)            | <0.1%                      |
| 其它 | 其它           | 其它                  | 2.3%                       |
| 总计 | 总计           | 总计                  | 200%                       |

主要的外汇交易没有统一或集中的清算中心，而且极少有跨境监管。因为其场外市场的性质，外汇市场由一些相互关联的交易市场组成。这也意味着不存在一个单一的汇率，具体的汇率取决于其所交易的银行、做市商和交易地点。不过实际上汇率通常是非常接近的，否则的话瞬间的套利将抹平这种差价。芝加哥商品交易所和路透社于2007年成立了一个叫Fxmarketspace的合资公司，他们希望在外汇市场建立起中央市场结算机制，但是他们的举动失败了。
最主要的交易中心是伦敦，但纽约、东京、香港、新加坡、法蘭克福也都是非常重要的中心。外汇交易除周末外24小时不间断，当亚洲交易时段结束时，欧洲交易时段开始，然后接着是北美交易时段，接着又回到亚洲时段。
汇率的波动通常是由实际货币流动、GDP的可能变化、通货膨胀、利率、Domestic Fisher effect、國際費沙效應、政府预算、国际收支、大型跨国并购和其它宏观条件所引起的。重大的消息会公开发布，并且通常是在事先约定的日期，所以许多人同时可以得到同一个消息。
一种货币总是和另一种货币进行买卖。因此每种货币对构成单独的交易品种，并且传统上标注为XXXYYY或XXX/YYY，XXX和YYY是指的货币ISO 4217国际三字母代码。第一种货币为（XXX）基础货币，由第二种货币（YYY）报价，第二种货币被称为相对货币（或报价货币）。举例来说EURUSD(EUR/USD) 1.5465是指欧元以美元做出的报价，意思是1欧元 = 1.5465美元。
影响XXX的因素会同时影响XXXYYY和XXXZZZ。
因为中文的特点，专业的中文外汇讨论往往会以一个字代称一种货币。所有的第二个字为"元"的货币名称以第一个字代称，例如美元简写为"美"，加元简写为"加"。其它像英镑简写为"镑"，瑞郎简写成"瑞"，新西兰元简写为"纽"。
根据到2016年的三年期统计，在现货市场，交易量最大的货币对是：
- EURUSD: 23%
- USDJPY: 18%
- GBPUSD: 9%

自从欧元在1999年1月诞生以来，交易量一直不断增长，美元能否保持目前在外汇市场的中心货币地位是各方公开辩论的话题。直到现在，交易非欧洲货币ZZZ兑换欧元通常会影响到EURUSD和USDZZZ这两种货币对的交易，但EURJPY例外。随着美元在2008年的贬值，一些人表示出对使用欧元来标价大宗商品（例如石油）的兴趣，银行也显著的增加了欧元做为外汇储备的一部分。一些出口大宗商品的国家例如澳大利亚、新西兰、加拿大，他们的货币交易量也增加了。

## 外汇风险规避

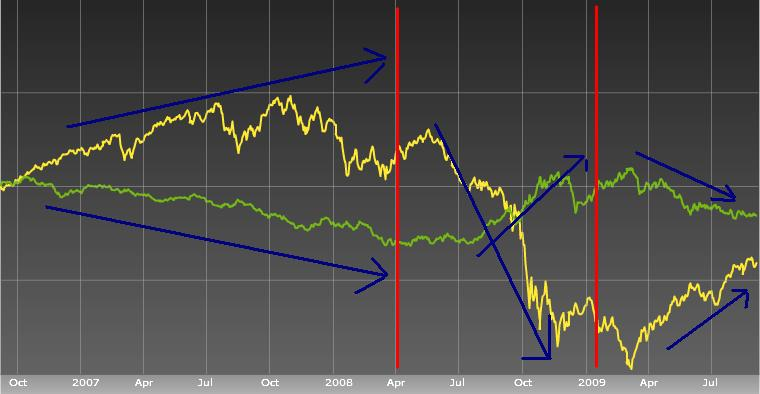
图1显示摩根士丹利世界股票指数在下降的同时美元指数在上升。
黃色：MSCI世界指數
綠色：美滙指數

当一个潜在的不利因素可能影响市场时，外汇市场的资金通常会流向避险货币。这种情况的发生是因为规避风险的交易者为减少不确定性，会将有风险的头寸结清，同时将资金转移到风险较小的货币。
因为外汇市场主要的避险货币为美元，有时这种选择避险货币的行为更多的是基于情绪而不是经济计算。例如，在2008年的金融危机发生时，世界各国的股票市值都在下降，然而美元指数却在上升（见图1），尽管当时的危机主要发生在美国。

## 外匯市場種類
1. 即期外匯市場:進行即期外匯交易之市場。即期外匯交易指在交易日後兩個營業日內交割之外匯交易。又分三種，即即期交割、次日交割、當日交割。
2. 遠期外匯市場:進行遠期外匯交易之市場。遠期外匯交易指在交易日後較長一段特定時日交割之外匯交易，其目的在於提供避險管道。
3. 期貨外匯市場:進行外匯期貨交易之市場。外匯期貨是一種標準化之契約，買賣雙方的同一交易所內，以公開競價方式決定價格後，承諾在特定某一日期，以約定價格交付特定數量之某種外匯。
4. 外幣選擇權市場:外幣選擇權是一種權利，購買這項權利之買方在付出代價(權利金)後，可獲得在特定時間以前，要求選擇權賣方依履約匯率買入或賣出某意外匯之權利，又分為買入選擇權及賣出選擇權。
5. 換匯交易市場:換匯係指於外匯市場同時買入並賣出金額相同，但交割日不同之兩筆外匯交易，目的在於規避匯兌風險，或從事套利活動。

## 延伸阅读
- The National Futures Association（页面存档备份，存于） (2010). 在场外零售市场交易外汇（英文）（页面存档备份，存于）。芝加哥，伊利诺伊州。